# 2014-es öttusa-Európa-bajnokság
A 2014-es öttusa-Európa-bajnokságot a magyarországi Székesfehérváron rendezték 2014. július 10. és július 15. között.

## A magyar versenyzők eredményei
| Versenyző         | Selejtező | Selejtező | Egyéni | Csapat | Vegyes váltó | Váltó |
| Versenyző         | Csoport   | Hely.     | Egyéni | Csapat | Vegyes váltó | Váltó |
| ----------------- | --------- | --------- | ------ | ------ | ------------ | ----- |
| Demeter Bence     | A         | 13.       | 8.     | Arany  | 7.           |       |
| Demeter Gergely   | B         | 14.       | 31.    |        |              | 10.   |
| Harangozó Bence   |           |           |        |        |              | 10.   |
| Kasza Róbert      | A         | 1.        | 5.     | Arany  |              |       |
| Tibolya Péter     | B         | 4.        | 16.    | Arany  |              |       |
| Alekszejev Tamara | B         | 9.        | 25.    | 7.     |              | 4.    |
| Kovács Sarolta    | A         | 6.        | 6.     | 7.     | 7.           |       |
| Réti Kamilla      | A         | 20.       |        | 7.     |              | 4.    |
| Slett Emese       | B         | 22.       |        |        |              |       |

## Eredmények

### Férfiak
| Versenyszám | Arany                                                       | Ezüst                                                                 | Bronz                                                |
| Egyéni      | Alekszandr Leszun · Oroszország                             | Ilja Frolov · Oroszország                                             | Pavlo Timoscsenko · Ukrajna                          |
| Csapat      | Magyarország · Kasza Róbert · Demeter Bence · Tibolya Péter | Olaszország · Riccardo de Luca · Pierpaolo Petroni · Nicola Benedetti | Csehország · Jan Kuf · Ondrej Polivka · Martin Bilko |
| Váltó       | Oroszország · Ilja Frolov · Oleg Naumov                     | Franciaország · Valentin Prades · Valentin Belaud                     | Egyesült Királyság · Samuel Curry · Thomas Toolis    |

### Női
| Versenyszám | Arany                                                           | Ezüst                                                               | Bronz                                                         |
| Egyéni      | Lena Schöneborn · Németország                                   | Viktorija Terescsuk · Ukrajna                                       | Donata Rimsaite · Oroszország                                 |
| Csapat      | Németország · Lena Schöneborn · Annika Schleu · Janine Kohlmann | Ukrajna · Viktorija Terescsuk · Anasztaszija Szpasz · Irina Hohlova | Olaszország · Gloria Tocchi · Claudia Cesarini · Alice Sotero |
| Váltó       | Ukrajna · Viktorija Terescsuk · Anasztaszija Szpasz             | Németország · Lena Schöneborn · Annika Schleu                       | Oroszország · Anna Szavcsenko · Ganna Burjak                  |

### Vegyes
| Versenyszám | Arany                                             | Ezüst                                               | Bronz                                                                                           |
| Váltó       | Litvánia · Laura Asadauskaitė · Justinas Kinderis | Egyesült Királyság · Samantha Murray · Joseph Evans | Ukrajna · Irina Hohlova · Dmitro Kirpuljanszkij Lengyelország · Oktawia Nowacka · Lukasz Klekot |

## Éremtáblázat
| #        | Nemzet             | Arany | Ezüst | Bronz | Összesen |
| -------- | ------------------ | ----- | ----- | ----- | -------- |
| 1.       | Oroszország        | 2     | 1     | 2     | 5        |
| 2.       | Németország        | 2     | 1     | 0     | 3        |
| 3.       | Ukrajna            | 1     | 2     | 2     | 5        |
| 4.       | Magyarország       | 1     | 0     | 0     | 1        |
| 4.       | Litvánia           | 1     | 0     | 0     | 1        |
| 6.       | Olaszország        | 0     | 1     | 1     | 2        |
| 6.       | Egyesült Királyság | 0     | 1     | 1     | 2        |
| 8.       | Franciaország      | 0     | 1     | 0     | 1        |
| 9.       | Lengyelország      | 0     | 0     | 1     | 1        |
| 9.       | Csehország         | 0     | 0     | 1     | 1        |
| Összesen | Összesen           | 7     | 7     | 8     | 22       |